# Neobisium vilcekii
Espèce
Neobisium vilcekii est une espèce de pseudoscorpions de la famille des Neobisiidae.

## Distribution
Cette espèce est endémique d'Ossétie du Nord-Alanie en Russie. Elle se rencontre vers Karmadon.

## Étymologie
Cette espèce est nommée en l'honneur de František Vilček.

## Publication originale
- Krumpál, 1983 : Neobisium (N.) vilcekii sp. n., ein neuer Pseudoscorpion aus der UdSSR (Neobisiidae, Pseudoscorpiones). Über Pseudoscorpioniden-Fauna der UdSSR VI. Biologia (Bratislava), vol. 38, no 6, p. 607-612.